# NGC 3142
NGC 3142 est une galaxie lenticulaire située dans la constellation du Sextant. NGC 3142 a été découverte par l'astronome britannique John Herschel en 1836.

## Caractéristiques
Sa vitesse par rapport au fond diffus cosmologique est de 5 763 ± 40 km/s, ce qui correspond à une distance de Hubble de 85,0 ± 6,0 Mpc (∼277 millions d'al).
Le professeur Seligman pense que cette galaxie est une spirale, mais on voit difficilement ses bras sur son image. La classification de galaxie lenticulaire semble plus probable.